# C15H11N3
化学式C15H11N3的化合物（摩尔质量：233.27 g/mol）可以指：
- 尼可替林，CAS号：494-04-2
- 2,2':6',2''-三联吡啶，CAS号：1148-79-4

|  | 这个同类索引页列出了具有相同分子式的化学物（即同分異構體）条目。 除非您是有意链接至本页，否则应将相应条目的内部链接指向正确的条目。 |